# St. Michael (Ramersdorf)

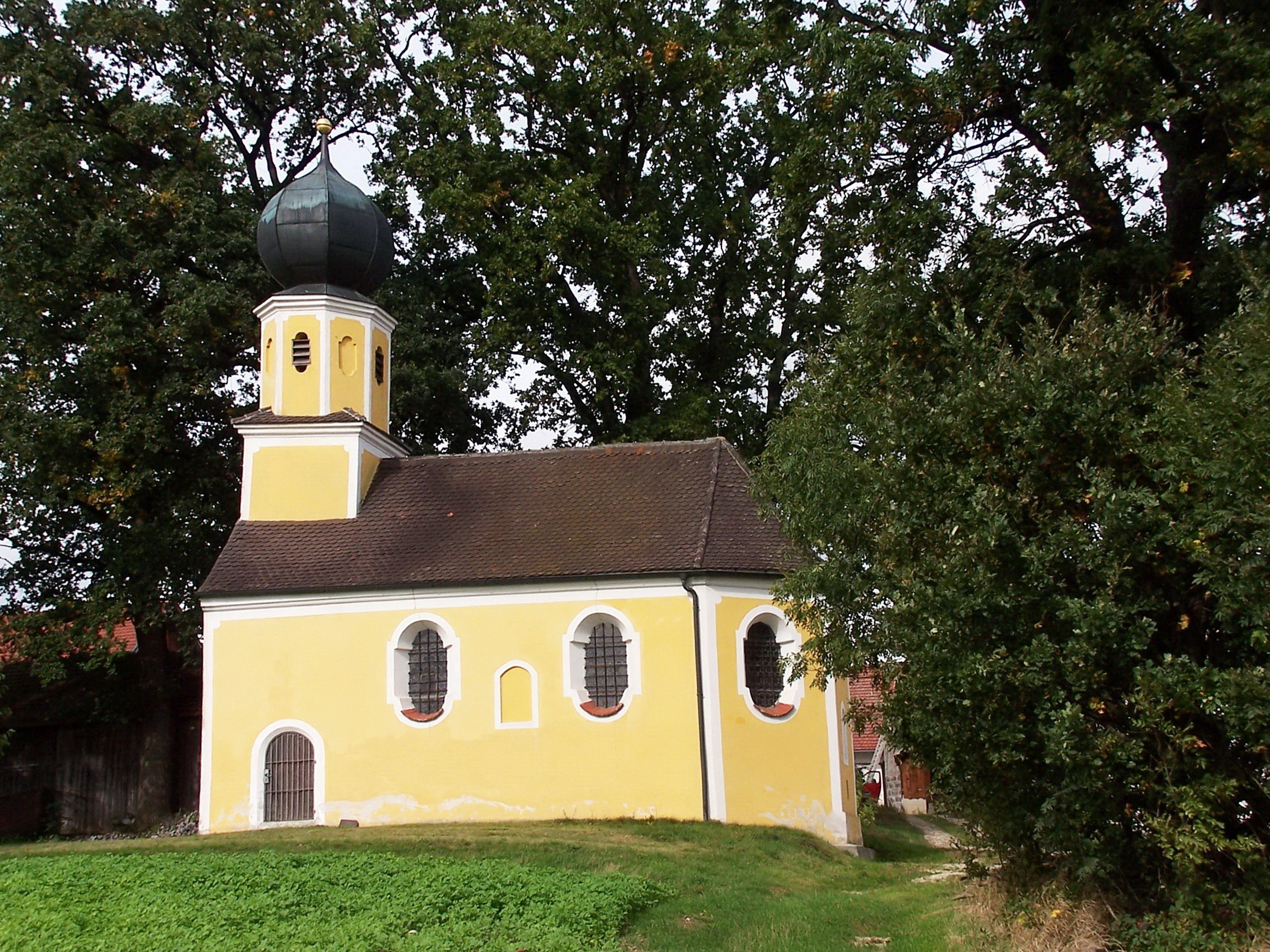
Außenansicht der Nebenkirche St. Michael von Süden

Die römisch-katholische Nebenkirche St. Michael in Ramersdorf, einem Gemeindeteil der Stadt Rottenburg an der Laaber im niederbayerischen Landkreis Landshut, ist eine kleine, im Kern gotische Saalkirche, die wohl im 14. Jahrhundert erbaut und im 18. Jahrhundert barockisiert wurde. Sie wurde unter anderem 1907 renoviert. Bereits im Jahr 1508 wurde eine capella S. Michael Prämersdorf urkundlich erwähnt.
Das Gotteshaus mit dem Patrozinium des heiligen Michael (Gedenktag: 29. September) ist als Baudenkmal mit der Nummer D-2-74-176-53 beim Bayerischen Landesamt für Denkmalpflege eingetragen. Früher gehörte Ramersdorf kirchlich gesehen zur Pfarrei Mariä Himmelfahrt in Oberhatzkofen; seit 1930 ist es Teil der Pfarrei St. Georg in Rottenburg.

## Beschreibung
Die nach Osten ausgerichtete, verputzte Backsteinbau ohne ausgeschiedenen Chor umfasst drei Fensterachsen und einen dreiseitigen Schluss. Sie besitzt ein Satteldach. Der gelb getünchte Außenbau wird durch weiße Lisenen gegliedert. Die Fensteröffnungen schließen oben und unten im leicht eingezogenen Rundbogen. An der Ostseite befindet sich ein weitaus niedriger angeordnetes, zugesetztes Rundbogenfensterchen. Auf der Südseite befindet sich ein einfaches, gefastes Rundbogenportal. Über der Westfassade erhebt sich ein wuchtig proportionierter Dachreiter mit kurzem, quadratischem Schaft, achteckigem Aufsatz und Zwiebelkuppel.
Chor und Langhaus werden von einer durchlaufenden barocken Flachdecke über einer Hohlkehle überspannt. Die fensterlose Portalachse ist innen durch eine rechteckige Mauerverstärkung hervorgehoben.